# Горобець Тетяна Кіндратівна
Тетяна Кіндратівна Горобець — українська співачка. Народна артистка України (2009).

## Життєпис
Працювала у Київському театрі естради (1979—1987); солістка ансамблю «Гроно» (від 1986).
Співпрацює з Тарасом Петриненком. Разом видали аудіоальбоми «Я професійний раб», «Господи, помилуй нас», «Любов моя». Найвідоміші пісні — «Колискова 33-го року», «Твій погляд», «Доленько моя», «Роксолана», в дуеті з Тарасом Петриненком — «Пісня про пісню», «Білий океан», «Земля — блакитний м’ячик» та інші.
Брала участь в озвучуванні мультфільмів (зокрема «Про всіх на світі»).

## Відзнаки
- Заслужена артистка України (1999)[1];
- Народна артистка України (2009)[2].